# BMW M20
Der BMW M20 ist ein Pkw-Ottomotor des bayerischen Motorenherstellers BMW, der von 1976 bis 1990 in München und von 1982 bis 1992 in Steyr hergestellt wurde. Konstruiert ist der M20 als Sechszylinder-Reihenmotor mit 2 bis 2,7 Liter Hubraum. Als „Abkömmling“ des M20-Motor gilt der Dieselmotor M21. Ursprünglich wurde der M20 als M60 bezeichnet, die Umstellung auf das neue Namensschema bei BMW und somit die Umzeichnung in M20 erfolgte 1983.

## Entwicklung und Produktion
Der BMW M20 wurde Mitte der 1970er Jahre als „kleiner“ Sechszylinder entwickelt, da der ab 1968 gebaute „große“ Sechszylinder BMW M30 aufgrund seiner Abmessungen und Masse nicht für den zweitürigen BMW E21 geeignet war, der im Gegensatz zur 02er-Baureihe auch mit Sechszylinder angeboten werden sollte. Im Endeffekt wurde er bis Mitte der 1990er in zwei 3er-Baureihen und gleich drei 5er-Reihen (BMW E12, E28, E34) verwendet.
Der Zylinderabstand des M30 betrug 100 mm, für den M20 wurde ein Zylinderabstand von 91 mm gewählt, womit sich eine Verringerung von Außenabmessungen und Gewicht ergab. Die Grundzüge waren von Alexander von Falkenhausen konzipiert worden, zur Serienreife wurde der Motor unter Karlheinz Lange gebracht. Ursprünglich als 2,3-Liter-Motor mit 80  mm Bohrung konzipiert, wie der etwas langhubigere 2,4-Liter Diesel BMW M21, folgte auf dem deutschen Markt zusätzlich eine kurzhubige 2-Liter-Version. Auf dem nordamerikanischen Markt gab es ab 1981 eine auf Durchzug und Effizienz optimierte 2,7-Liter-Version mit 84 mm Bohrung, langem Hub, und deutlich anderem Kopfbereich: die eta-Version, nach dem griechischen Buchstaben, der im Ingenieurwesen als Kürzel für Effizienz bzw. Wirkungsgrad genutzt wird.
Da die Spitzenleistung des eta-Motors durch Verzicht auf die markentypischen hohen Drehzahlen hinter den Erwartungen der Kunden zurückblieb, entwickelte BMW als letztes Aggregat der M20-Familie, nun schon in der BMW E30-Karosse, aus dem 2,3-Liter-Triebwerk mit der großen Bohrung des eta und mittlerem Hub einen leistungsfähigen 2,5-Liter-Motor. Der eta-Motor wurde ab 1983 als 325e auch auf dem deutschen Markt angeboten, Tuner kombinierten aus dem Baukasten auch sogenannte 327i. Speziell für den österreichischen Markt wurde der 2-Liter-M20 leicht gedrosselt mit 88 kW angeboten.
Produziert wurde der BMW M20 ab 1976 vom BMW-Motorenbau in München sowie parallel ab 1982 im BMW-Motorenwerk Steyr. Bis April 1990 wurden in München 1,7 Millionen Zylinderköpfe für das Aggregat gefertigt, wobei damit die Produktion der Zweiventil-M20-Triebwerke in München zugunsten des Vierventil-Nachfolgers BMW M50 eingestellt wurde. Im Werk Steyr wurde der M20 weiterhin für E30-Karosserievarianten wie Cabrios und Touring in geringerer Stückzahl gebaut. Am 27. November 1992 lief auch in Steyr die Zylinderkopflinie M20 aus, der letzte M21-Zylinderkopf war bereits am 14. Februar 1992 gefertigt worden. Der letzte Motor der Motormontage M20/21 lief am 17. Dezember 1992 in Steyr vom Band.
Zu dieser Zeit war der BMW M20 in BMW E34 und BMW E36 bereits weitgehend durch den seit 1990 gebauten und mit Vierventiltechnik deutlich moderneren Sechszylindermotor BMW M50 abgelöst worden. Der BMW E36 kam jedoch erst 1993 als Cabrio und erst 1995 als Touring auf den Markt, bis dahin sollte insbesondere der Kombi noch als E30 lieferbar sein, mit eingelagerten M20-Motoren oder BMW M40-Vierzylinder.

## Verwendung
Erstmals eingesetzt wurde der BMW M20 unter der Bezeichnung M60 (nach dem alten Versionsnummernsystem) ab 1977 im 320 (E21) und 520 (E12). Der M20 ersetzte in den BMW 3er und 5er Modellen die in ihrer Grundkonstruktion seit 1961 gebauten Vierzylindermotoren M10 mit zwei Liter Hubraum, wobei die M10-Motoren mit kleineren Hubräumen noch bis 1988 weiter im Programm blieben.
Der M20 wurde in der E30-Limousine bis 1991 und im E30-Cabrio sowie Touring noch bis 1993 verwendet. Der E30-Nachfolger E36 erhielt schon ab Produktionsbeginn 11/1990 die M50-Motoren mit 2,0 bzw. 2,5 l Hubraum in den Modellen 320i und 325i.
Ab Mai 1990 wurde der M20 im BMW E34 (520i/525i) durch den M50-Motor mit Hydrostößeln und Kettenantrieb der Nockenwelle ersetzt, dessen wesentliche Neuerung die Vierventiltechnik und die damit verbundene Leistungssteigerung war.

## Technische Beschreibung

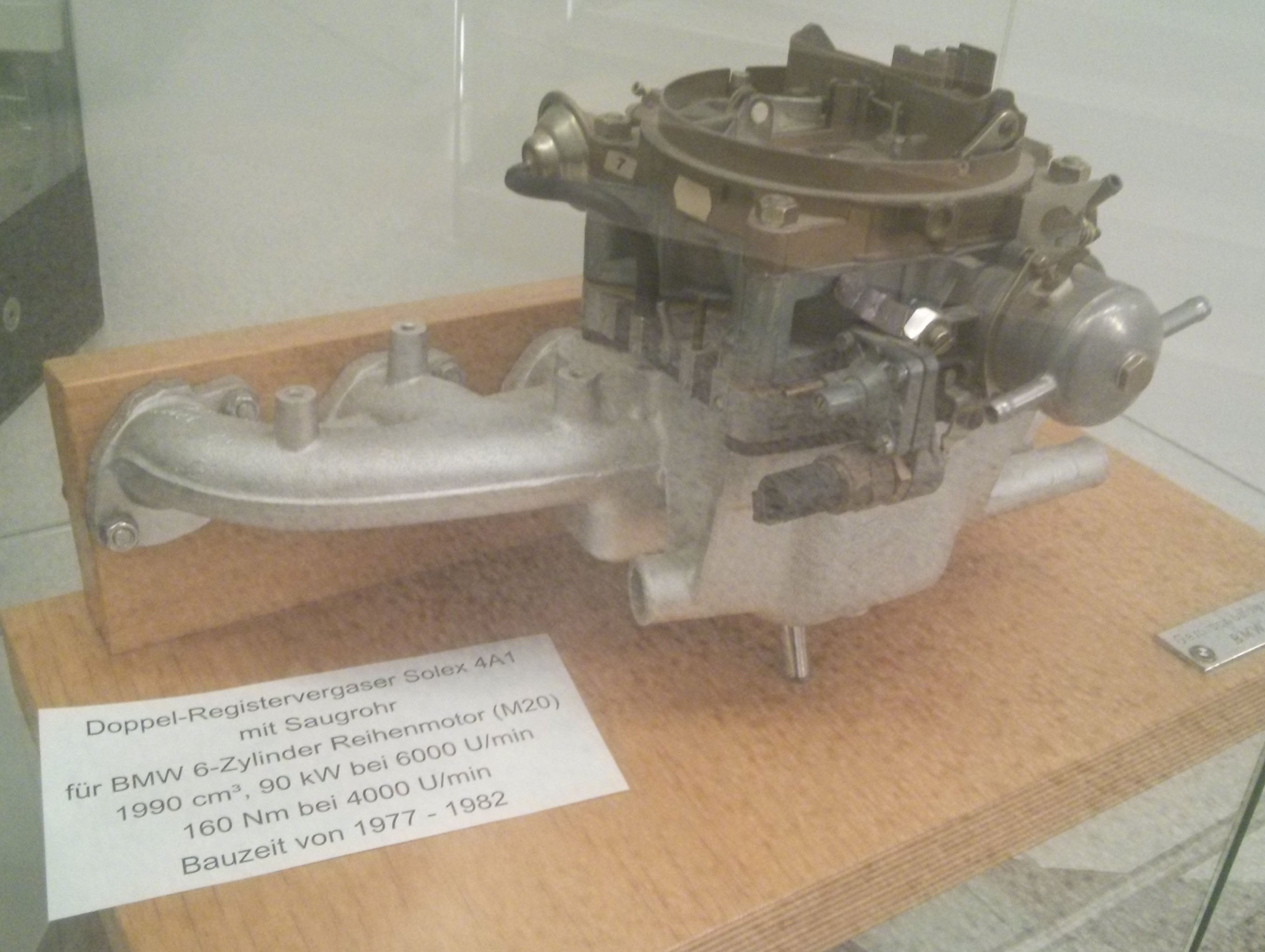
Ansaugbrücke eines M20B20 mit Doppelregistervergaser Solex 4A1

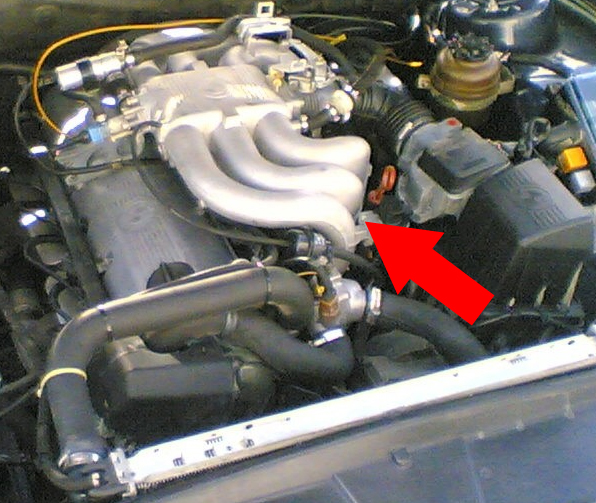
Ansaugbrücke eines M20B27 (eta-Version) mit Saugrohreinspritzung, gut erkennbar die sehr langen Saugrohre (silberfarbene Bauteile)

Der M20 ist ein stehender und leicht geneigter Reihensechszylindermotor mit obenliegender Nockenwelle, der wassergekühlt ist und nach dem Ottoverfahren arbeitet. Er ist leicht kurzhubig ausgeführt, die Bohrung beträgt 80 mm, der Hub 76,8 mm oder 66 mm. Später gab es auch 84 mm Bohrung mit 75 mm bzw. 81 mm Hub. So ergeben sich die vier Hubraumvarianten 2,0 l, 2,3 l, 2,5 l und 2,7 l mit Leistungen von 88 kW (120 PS) bis 126 kW (171 PS).
Der Motorblock ist aus Grauguss gefertigt. Bei allen Motoren beträgt der Zylinderabstand 91 mm. Der M20 ist der erste Motor von BMW mit gegossener Kurbelwelle.
Der aus einer Aluminiumlegierung hergestellte Zylinderkopf ist einteilig und als Querstromzylinderkopf ausgeführt. Erstmals bei BMW wurde die obenliegende Nockenwelle mit Zahnriemen statt Steuerkette angetrieben. Die Nockenwelle betätigt über Kipphebel je zwei V-förmig hängende Ventile pro Zylinder.
Zur Gemischaufbereitung diente je nach Bauzeitpunkt, Größe und Baureihe zu Anfang ein Doppelregistervergaser Solex 4A1 (320/6 bzw. 520/6) und später eine mechanische (K-Jetronic) oder eine elektronische (L-Jetronic/Motronic) Saugrohreinspritzung in den Modellen 320i/323i/325i/520i/525i. Alpina, Schnitzer und Hartge boten den Motor leistungsgesteigert mit bis zu 154,5 kW (210 PS) an, wobei die im Alpina C2 und B3 eingebauten M20-Versionen 2,7 Liter Hubraum haben. Kennzeichen des BMW M20 mit Saugrohreinspritzung ist die gegossene Ansaugbrücke und die damit realisierte Schwingrohraufladung, bei der die Eigenschwingung der Luftsäule in einem engen Drehzahlbereich wie eine leichte Aufladung wirkt. Diese Ansaugbrücke unterscheidet sich in den jeweiligen Hubraumvarianten nur minimal. Größere, wenngleich nicht auf den ersten Blick sichtbare Änderungen erfuhr sie bei den eta-Versionen (2,7 l).

## Besonderheiten der eta-Version

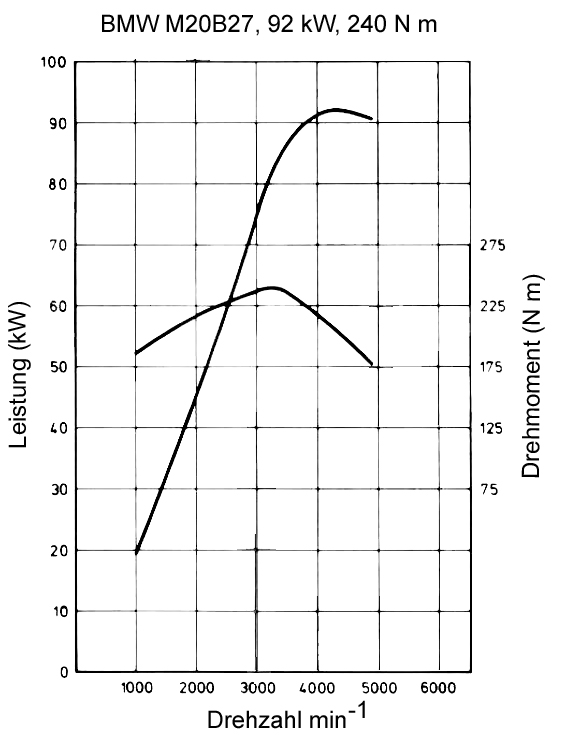
Drehmomentverlauf eta-Motor

Der eta-Motor hat im Vergleich zum konventionellen M20-Motor längere Saugrohre, geänderte Steuerzeiten und reduzierte Reibwerte durch Maßnahmen wie weichere Ventilfedern, reduzierte Kolbenringvorspannung und nur vier Nockenwellenlager. Durch den großen Hubraum von 2,7 Liter hat die eta-Version bei niedrigen Drehzahlen ein erheblich höheres Drehmoment. Den Maximalwert von 178 Nm des 2,0-l-Motors erreicht der 2,7-l-Motor bereits unterhalb 1000/min, der Maximalwert liegt bei 240 Nm bei 3250/min und damit in etwa auf der Höhe des seinerzeit im 528i bzw. 728i angebotenen „großen“ M30-Sechszylinders mit 2,8 Liter Hubraum, welcher allerdings eine deutlich höhere Leistung (135 kW/184 PS bei 5400/min) erreicht. Der eta-Motor erreicht durch sein für die 1980er-Jahre technisch hochentwickelt geltendes Motronic-Steuergerät einen ausgezeichnet ruhigen Motorlauf, gute Starteigenschaften und geringen Treibstoffverbrauch. Da er allerdings nicht dem BMW-typischen Charakter von drehzahlfreudigen Motoren entspricht, hielt sich der Markterfolg der eta-Modelle in Grenzen, es entstanden 305.982 Stück. 1986 wurde der eta-Motor überarbeitet. Durch einen geänderten Zylinderkopf (vom M20B25) wurde die Nennleistung auf 95 kW erhöht, auch die Enddrehzahl wurde auf 5300 min−1 angehoben.

## Schwachstellen
Motoren vor Baujahr 1989 haben einen Zylinderkopf, der mit Sechskantschrauben am Motorblock festgeschraubt ist. Die Sechskantschrauben neigen dazu, unerwartet zu brechen. Spätere Modelle haben Torxschrauben, die von dieser Problematik nicht betroffen sind.

## Technische Daten
| Motor      | Hubraum  | Bohrung × Hub     | Verdichtung | Leistung bei 1/min       | Drehmoment bei 1/min       | Bauzeit      |
| ---------- | -------- | ----------------- | ----------- | ------------------------ | -------------------------- | ------------ |
| M20B20VE   | 1990 cm3 | 80,0 mm × 66,0 mm | 9,2:1       | 90 kW (122 PS) bei 6000  | 163 Nm (16,5 kpm) bei 4000 | 1977–1982    |
| M20B20     | 1990 cm3 | 80,0 mm × 66,0 mm | 9,8:1       | 92 kW (125 PS) bei 5800  | 170 Nm (17,3 kpm) bei 4000 | 1983–1985    |
| M20B20     | 1990 cm3 | 80,0 mm × 66,0 mm | 9,8:1       | 95 kW (129 PS) bei 6000  | 174 Nm (17,7 kpm) bei 4000 | 1985–1990    |
| M20B20 Kat | 1990 cm3 | 80,0 mm × 66,0 mm | 8,8:1       | 95 kW (129 PS) bei 6000  | 164 Nm (16,7 kpm) bei 4300 | 1986–1992    |
| M20B23     | 2316 cm3 | 80,0 mm × 76,8 mm | 9,8:1       | 102 kW (139 PS) bei 5300 | 205 Nm (20,9 kpm) bei 4000 | 1983–09/1983 |
| M20B23     | 2316 cm3 | 80,0 mm × 76,8 mm | 9,8:1       | 110 kW (150 PS) bei 6000 | 205 Nm (20,9 kpm) bei 4000 | 09/1983–1985 |
| M20B23     | 2316 cm3 | 80,0 mm × 76,8 mm | 9,5:1       | 105 kW (143 PS) bei 6000 | 176 Nm (17,9 kpm) bei 4500 | 1978–1982    |
| M20B25     | 2494 cm3 | 84,0 mm × 75,0 mm | 9,7:1       | 126 kW (171 PS) bei 5800 | 226 Nm (23,0 kpm) bei 4000 | 1985–1986    |
| M20B25 Kat | 2494 cm3 | 84,0 mm × 75,0 mm | 8,8:1       | 125 kW (170 PS) bei 5800 | 222 Nm (22,6 kpm) bei 4300 | 1986–1991    |
| M20B27     | 2693 cm3 | 84,0 mm × 81,0 mm | 11,0:1      | 92 kW (125 PS) bei 4250  | 240 Nm (24,5 kpm) bei 3250 | 1982–1985    |
| M20B27     | 2693 cm3 | 84,0 mm × 81,0 mm | 10,2:1      | 95 kW (129 PS) bei 4250  | 240 Nm (24,5 kpm) bei 3250 | 1985–1986    |
| M20B27     | 2693 cm3 | 84,0 mm × 81,0 mm | 9,0:1       | 90 kW (122 PS) bei 4250  | 230 Nm (23,5 kpm) bei 3250 | 1985–1987    |
| M20B27     | 2693 cm3 | 84,0 mm × 81,0 mm | 8,5:1       | 95 kW (129 PS) bei 4800  | 230 Nm (23,5 kpm) bei 3200 | 1987–1988    |

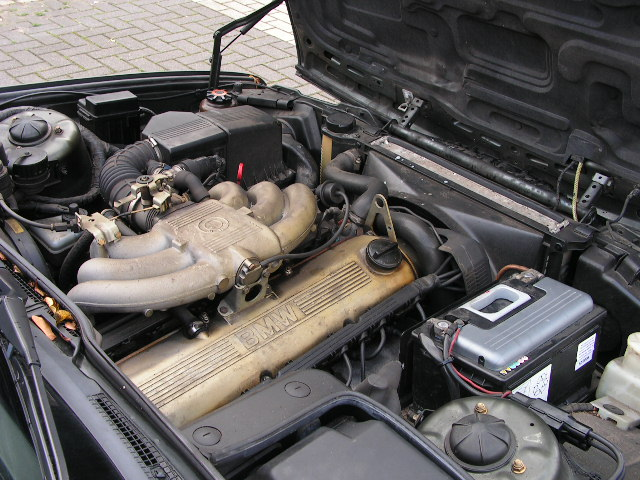
BMW-M20B25-Motor im BMW 5er (BMW E34)

Die Masse der Motoren lag mit 170 bis 175 kg zwischen dem der Vierzylindermotoren der Type M10 und dem der großen Sechszylindermotoren der Type BMW M30.

## Verwendungsübersicht
| Motorcode (altes Schema) | Motorcode  | Produktionsbeginn | Produktionsende | Leistung (DIN-PS) | Leistung (kW) | Gemischaufbereitung                         | Verwendung                 |
| ------------------------ | ---------- | ----------------- | --------------- | ----------------- | ------------- | ------------------------------------------- | -------------------------- |
| M60/2                    | M20B20VE   | 09/1977           | 1982            | 122 PS            | 90 kW         | Doppelregistervergaser Solex 4A1            | E21 320 E12 520            |
| M60                      | M20B20KE   | 09/1981           | 07/1985         | 125 PS            | 92 kW         | K-Jetronic                                  | E30 320i E28 520i          |
| M60                      | M20B20LE   | 09/1982           | 07/1985         | 125 PS            | 92 kW         | LE-Jetronic                                 | E30 320i E28 520i          |
|                          | M20B20LE   | 09/1982           | 07/1985         | 125 PS            | 92 kW         | L-Jetronic                                  | E30 320i E28 520i          |
|                          | M20B20LE   | ?                 | ?               | 120 PS            | 88 kW         | L-Jetronic                                  | E28 520i                   |
|                          | M20B20Kat  | 09/1986           | 1991            | 129 PS            | 95 kW         | Bosch Motronic DME1.1 Bosch Motronic DME1.3 | E30 320i E28 520i E34 520i |
| M60/5                    | M20B23LE   | 1983              | 1985            | 139 PS            | 102 kW        | Bosch L-Jetronic                            | E30 323i                   |
| M60/5                    | M20B23KE   | 02/1978           | 1982            | 143 PS            | 105 kW        | K-Jetronic                                  | E21 323i                   |
|                          | M20B23LE   | 1983              | 1985            | 150 PS            | 110 kW        | Bosch L-Jetronic                            | E30 323i                   |
|                          | M20B25     | 1985              | 1986            | 171 PS            | 126 kW        | Bosch ME Motronic                           | E30 325i/iX                |
|                          | M20B25Kat  | 1986              | 1992            | 170 PS            | 125 kW        | Bosch DME 1.3                               | E30 325i/iX Z1 E34 525i    |
|                          | M20B27ME   | 1983              | 1985            | 125 PS            | 92 kW         | Bosch DME ML1                               | E28 525e                   |
|                          | M20B27ME.E | 1985              | 1986            | 129 PS            | 95 kW         | Bosch DME ML                                | E28 525e                   |
|                          | M20B27Kat  | 1985              | 1987            | 122 PS            | 90 kW         | Bosch DME ML                                | E30 325e E28 525e          |
|                          | M20B27Kat  | 1986              | 1988            | 129 PS            | 95 kW         | Bosch DME1.1                                | E30 325e E28 525e          |